# Place de Jacksonville
La place de Jacksonville est une place nantaise

## Situation et accès
Située dans les quartiers Dervallières - Zola et Bellevue - Chantenay - Sainte-Anne, la place, se trouve sur le bord de la Loire, au niveau du navire musée Maillé-Brézé, et assure la jonction entre le quai de la Fosse, le quai Ernest-Renaud et le boulevard Salvador-Allende. Ouverte à la circulation au nord, au sud et à l'est, elle est néanmoins arborée et engazonnée notamment dans sa partie méridionale, plantée d'un magnolia à grandes fleurs et d'une douzaine de tilleuls argentés.
En son centre, elle accueille également la station de tramway Gare maritime de la ligne 1.
Le sud-ouest de la place est agrémentée d'une statue représentant Louis Charles du Chaffault de Besné, œuvre d'Albert Leclerc (1906-1975), datant 1936 et installée à cet endroit en 1989. Elle est située devant les bâtiments abritant le siège de la Chambre de commerce et d'industrie de Nantes et de Saint-Nazaire.

## Origine du nom
Son nom rend hommage à la ville américaine de Jacksonville en Floride, avec laquelle Nantes est jumelée depuis l'année 1985.

## Historique
La place de Jacksonville, qui prend son nom actuel par délibération du conseil municipal du 22 avril 1985, est une création relativement récente, puisqu'elle fut créée à la suite du percement du boulevard Salvador-Allende à la fin des années 1970.
La construction de la première ligne de tramway en 1985 va permettre d'y aménager la station Gare maritime.